# Elaphoglossum bradeanum
Elaphoglossum bradeanum är en träjonväxtart som beskrevs av Melo och Salino. Elaphoglossum bradeanum ingår i släktet Elaphoglossum och familjen Dryopteridaceae. Inga underarter finns listade.